# Автоматизъм
Автоматия е способността на сърцето да се възбужда под влияние на импулси, зараждащи се във възбудно-проводна система. Тя е една от характерните особености на сърдечния мускул. Наблюдава се и след изолация на сърцето от организма. При нормални условия ритъмът на автоматичното съкращение е строго регулиран. У възрастния човек средната му честото е около 70 удара в минута.

## Произход на автоматията
Автоматията на сърцето е генетично обусловена. Тя е свързата със спонтанната деполяризация, която възниква с клетките на възбудно-проводната система. Спонтанна деполяризация може да възникне в синусовия възел, в предсърдно-камерния възел и в началната част на снопчето на Хис. Възможността за пораждане на автоматичен ритъм в различните части на сърцето се доказва най-просто в лигатурите на Станиус на жебешко сърце, чрез които могат да се отделят sinus venosus от предсърдията и от камерите, а така също и чрез изрязване на части от сърцето и поставянето им в подходяща течна среда.
От изследванията на Станиус Фаскел бе установено, че понтанният ритъм (за жабешко сърце) е с най-голяма честота в sinus venosus, с по-малка – в предсърдията и с най-малка – в камерите. Спонтанният ритъм на различните части на възбудно-проводната система се обуславя на мембранния потенциал и на критичния праг. Така например в областта на синусовия възел той е около 60 mV, а в снопрето на Хес – 85mV. По-малкият мембранен потенциал със синусовия възел се дължи на по-голямата мембранна пропускливост на натриеви катйони. Последното обстоятелство е причина и за бързото навлизане на натриевите катйони в клетката (когато се създават условия за самовъзбуждане) и достигане на критичния праг (в случая E=-50 mV), което се последва от бърза спонтанна деполяризация и възникване на потенциал.

## Същност на автоматията
В клетките на синусовия възел (СВ) съществуват условия за по-бързото достигане на E. Това е причина деполяризацията да предхожда тази на атрио-вентрикуларния възел, поради което синусовият възел се възбужда 70 – 80 пъти в минута и играе ролята на pacemaker(създаващ ритъма) по отношение на цялото сърце. Акжионният потенциал, възникващ в СВ, достига по редсърдно-камерния възел (ПКВ) и го деполяризира, преди това да стане спонтанно. Когато провеждането на импулса от СВ към ПКВ е блокирано, последният може да стане pacemaker и тогава възникват т.нар. нодален ритъм на сърцето с честота от 40 до 60 съкращения в минута. Ако се прекъсне връзката между предсърдията и камерите, възниква възможност за проявяване на автоматизация на камерите. Те се съкращават с по-бавен ритъм от този на предсърдията (20 – 40 съкращения в минута). Това състояние е известно като сърдечен блок. То се наблюдава както при експериментални условия, така и в клиниката на сърдечните заболявания (инфаркт на миокарда, туморни и възпалителни процеси).
Процесите, лежащи в основата на началната спонтанна деполяризация, която се развива постепенно в периода на диастолата на сърцето и е причина за автоматията, не са напълно изяснени. Приема се, че тя е свързана с особеностите на обменните процеси, разиграващи се в клетките на СВ, които определят фоновата и периодично променяща ве пропускливост на клетъчната мембрана.

## Значение на автоматията
Познанията за автоматията имат значения за клиниката на ритъмните нарушения на сърдечната дейност. Чрез изкуствено възбуждане на определени участъци на сърцето може да се поддържа наложен екзигенен ритъм. Чрез метода на кардиостимулацията, което се основава на прилагането на електрични дразнения чрез електроди, поставени пряко върху сърцето или върху гръдния кош, може да се възстанови сърдечната дейност или да се промени нейният ритъм. Това е една интервенция, която често пъти спасява живота в случаи на рефлексно спиране на сърцето при удавяне, при поражения от електричен ток, при операции на сърцето и т.н.
В психичен план също има автоматизирани действия като асоциация на идеите, паметта и други. Все пак при някои болести като хистерия, епилепсия или при мозъчна травма може да се наблюдават такива действия като ходене или качване в кола, които да не достигат до съзнанието на страдащия, тоест остават несъзнавани за него. Особено при налудностите може да се забележи как болните преживяват подобни автоматизми като манипулиране над тях самите. В смисъл „някой“ ги кара да правят нещо, да говорят и така нататък.